# Mikaël Bédard
Mikaël Bédard (né le 13 décembre 1987 à Saint-Prosper, dans la province de Québec au Canada) est un joueur professionnel canadien de hockey sur glace.

## Carrière de joueur
En plus de disputer dix matchs avec le Drakkar de Baie-Comeau de la Ligue de hockey junior majeur du Québec, il évolue avec les Braves de Valleyfield de la Ligue de hockey junior AAA du Québec.
À l’automne 2006, il prend la direction du Manitoba, afin d’évoluer avec les Kings de Dauphin de la Ligue de hockey junior du Manitoba. Il termine la saison, puis passe la saison suivante avec les Clippers de Nanaimo de la Ligue de hockey de la Colombie-Britannique.
Après avoir passé la saison 2008-2009 dans l’uniforme du CRS Express de Saint-Georges de la Ligue nord-américaine de hockey, il passe une saison avec les IceHawks de Port Huron de la Ligue internationale de hockey.
Après avoir joué avec les Nailers de Wheeling de l'East Coast Hockey League, il est échangé le 3 février 2012 aux Royals de Reading.
Le 3 juillet 2012, il signe un contrat avec les Sundogs de l'Arizona de la Ligue centrale de hockey. Le 15 décembre, il fait un retour dans la LNAH, alors qu'il signe un contrat avec le Cool FM 103,5 de Saint-Georges. Le 12 février, il quitte le Cool FM pour se joindre aux Cutthroats de Denver de la Ligue centrale de hockey.
Le 9 août 2013 il fait un retour avec le Cool FM 103,5 de Saint-Georges.

## Statistiques
| Saison    | Équipe                         | Ligue   |    | Saison régulière | Saison régulière | Saison régulière | Saison régulière | Saison régulière |   | Séries éliminatoires | Séries éliminatoires | Séries éliminatoires | Séries éliminatoires | Séries éliminatoires |
| Saison    | Équipe                         | Ligue   | PJ | B                | A                | Pts              | Pun              | PJ               | B | A                    | Pts                  | Pun                  |                      |                      |
| 2004-2005 | Drakkar de Baie-Comeau         | LHJMQ   | 2  | 0                | 0                | 0                | 0                | -                | - | -                    | -                    | -                    |                      |                      |
| 2005-2006 | Drakkar de Baie-Comeau         | LHJMQ   | 8  | 0                | 2                | 2                | 6                | -                | - | -                    | -                    | -                    |                      |                      |
| 2005-2006 | Braves de Valleyfield          | LHJAAAQ | 47 | 18               | 30               | 48               | 85               |                  |   |                      |                      |                      |                      |                      |
| 2006-2007 | Kings de Dauphin               | LHJM    | 26 | 14               | 23               | 37               | 40               | -                | - | -                    | -                    | -                    |                      |                      |
| 2006-2007 | Clippers de Nanaimo            | LHCB    | 33 | 14               | 18               | 32               | 31               | 24               | 5 | 11                   | 16                   | 14                   |                      |                      |
| 2007-2008 | Clippers de Nanaimo            | LHCB    | 59 | 31               | 40               | 71               | 71               | 12               | 8 | 13                   | 21                   | 14                   |                      |                      |
| 2008-2009 | CRS Express de Saint-Georges   | LNAH    | 22 | 5                | 12               | 17               | 20               | -                | - | -                    | -                    | -                    |                      |                      |
| 2009-2010 | IceHawks de Port Huron         | LIH     | 76 | 35               | 38               | 73               | 48               | 7                | 3 | 1                    | 4                    | 12                   |                      |                      |
| 2010-2011 | Nailers de Wheeling            | ECHL    | 48 | 20               | 27               | 47               | 28               | 16               | 5 | 4                    | 9                    | 0                    |                      |                      |
| 2011-2012 | Nailers de Wheeling            | ECHL    | 40 | 10               | 13               | 23               | 20               | -                | - | -                    | -                    | -                    |                      |                      |
| 2011-2012 | Royals de Reading              | ECHL    | 26 | 11               | 12               | 23               | 8                | 5                | 1 | 1                    | 2                    | 0                    |                      |                      |
| 2012-2013 | Cool FM 103,5 de Saint-Georges | LNAH    | 11 | 6                | 7                | 13               | 2                | -                | - | -                    | -                    | -                    |                      |                      |
| 2012-2013 | Sundogs de l'Arizona           | LCH     | 15 | 3                | 4                | 7                | 12               | -                | - | -                    | -                    | -                    |                      |                      |
| 2012-2013 | Cutthroats de Denver           | LCH     | 17 | 11               | 6                | 17               | 8                | 4                | 1 | 0                    | 1                    | 4                    |                      |                      |
| 2013-2014 | Cool FM 103,5 de Saint-Georges | LNAH    | 37 | 15               | 22               | 37               | 35               | 5                | 1 | 4                    | 5                    | 4                    |                      |                      |
| 2014-2015 | Cool FM 103,5 de Saint-Georges | LNAH    | 40 | 32               | 28               | 60               | 62               | 7                | 3 | 3                    | 6                    | 6                    |                      |                      |
| 2015-2016 | Cool FM 103,5 de Saint-Georges | LNAH    | 38 | 13               | 16               | 29               | 38               | 5                | 2 | 5                    | 7                    | 26                   |                      |                      |
| 2017-2018 | Cool FM 103,5 de Saint-Georges | LNAH    | 26 | 3                | 11               | 14               | 16               | -                | - | -                    | -                    | -                    |                      |                      |
| 2021-2022 | Assurancia de Thetford         | LNAH    | 1  | 0                | 0                | 0                | 0                | -                | - | -                    | -                    | -                    |                      |                      |
| 2022-2023 | Cool FM 103,5 de Saint-Georges | LNAH    | 3  | 0                | 0                | 0                | 0                | -                | - | -                    | -                    | -                    |                      |                      |

## Trophées et honneurs personnels
Ligue de hockey de la Colombie-Britannique
- 2006-2007 : remporte la Coupe Fred Page et participe à la Coupe Doyle avec les Clippers de Nanaimo.